# Sikaiana fulva
Sikaiana fulva är en insektsart som beskrevs av Frederick Arthur Godfrey Muir 1913. Sikaiana fulva ingår i släktet Sikaiana och familjen Derbidae. Inga underarter finns listade i Catalogue of Life.